# Przedsiębiorstwo Komunikacji Samochodowej w Puławach
Przedsiębiorstwo Komunikacji Samochodowej w Puławach Sp. z o.o. (wcześniej Przedsiębiorstwo Państwowej Komunikacji Samochodowej w Puławach) – byłe przedsiębiorstwo z siedzibą w Puławach zajmujące się transportem zbiorowym.
PKS Puławy było największym przewoźnikiem autobusowym na terenie powiatu puławskiego. Jego obszar działalności obejmował również tereny powiatów: ryckiego, opolskiego i lubartowskiego. Przedsiębiorstwo posiadało w Puławach własną zajezdnię z zapleczem technicznym oraz dworzec autobusowy.

## Historia
1 września 1963 powstała Zasadnicza Szkoła Zawodowa PKS. Przez pierwsze lata mieściła się na terenie bazy PKS przy ul. Kołłątaja. Nauczycielami w niej byli pracownicy PKS i dochodzący nauczyciele z innych szkół. Od 1 września 1971 szkoła przeprowadziła się do budynku Szkoły Podstawowej nr 4 przy ul. Zabłockiego, liczyła wtedy 4 oddziały i 130 uczniów.
Od 1 września 1985 Zasadniczą Szkołę Zawodową i Technikum Samochodowe dla Pracujących Państwowej Komunikacji Samochodowej w Puławach włączono w skład Zespołu Szkół Budowlanych Puławskiego Przedsiębiorstwa Budownictwa Ogólnego. Przed włączeniem szkoła ta liczyła 11 oddziałów, w tym 8 szkoły zasadniczej i 3 technikum dla pracujących.
W 1990 r. na bazie KPKS Lublin/ o. Puławy utworzono Przedsiębiorstwo Państwowej Komunikacji Samochodowej w Puławach.
15 marca 2007 nastąpiło przejęcie PPKS Opole Lubelskie i przekształcenie w placówkę terenową PPKS Puławy.
1 marca 2008 nastąpiło przekształcenie Przedsiębiorstwa Państwowej Komunikacji Samochodowej w Puławach w jednoosobową spółkę Skarbu Państwa pod nazwą Przedsiębiorstwo Komunikacji Samochodowej w Puławach Spółka z ograniczoną odpowiedzialnością.
Na początku 2010 w PKS Puławy zatrudnionych było 364 osób.
Według stanu na 17 września 2015 przedsiębiorstwo posiadało 89 pojazdów, z tego największą grupę stanowiły autobusy typu MIDI: Autosan H9 (różne wersje) – 31 szt. i Autosan H10 (różne wersje) – 16 szt. (łącznie 51,7% całości taboru).
Znaczną część taboru stanowiły autobusy typu MINI: Kapena Thesi Intercity – 12 szt., Mercedes Benz Sprinter – 10 szt. Łącznie przedsiębiorstwo posiadało pojazdy następujących kategorii: MAXI – 18 szt. (20,2%), MIDI – 49 szt. (55,1%), MINI (busy) – 22 szt. (24,7%). W dni robocze szkolne przewoźnik realizował 158 kursów na terenie powiatu puławskiego.
W 2015 r. PKS Puławy obsługiwało też 38 z 39 linii komunikacyjnych w ramach powiatowych przewozów pasażerskich, na które zezwolenia wydał Starosta Rycki.
Własnością PKS Puławy był też dworzec autobusowy w Rykach przy ul. Warszawskiej 7/9. Składał on się z budynku dworcowego z poczekalnią dla pasażerów i dyspozytornią, wiaty peronowej z 7 stanowiskami odjazdowymi, stanowiska do wysiadania oraz placu manewrowego i postojowego. Przewodnik posiadał również zajezdnię autobusową w Rykach.
Autobusy eksploatowane przez PKS Puławy miały w 2015 r. przeciętnie 20,3 lat oraz 48 miejsc.
1 sierpnia 2016 roku po likwidacji PKS Puławy powstało Przedsiębiorstwo Komunikacji Samochodowej w Rykach sp. z o.o. i jest w posiadaniu samorządu ryckiego.
W powiecie puławskim linie obsługiwane przez PKS Puławy przejęła prywatna firma RAGO z Jeziorzan.